# Anna Gerecka-Żołyńska
Anna Gerecka-Żołyńska – polska prawniczka, karnistka, radca prawny, doktor habilitowana nauk prawnych, specjalistka w zakresie postępowania karnego, ochrony własności intelektualnej, prawa ochrony dóbr kultury oraz prawa karnego wykonawczego; profesor nadzwyczajny Uniwersytetu im. Adama Mickiewicza w Poznaniu.

## Życiorys
Studia prawnicze ukończyła w 1993 roku na Wydziale Prawa i Administracji UAM. W 2001 otrzymała stopień doktorski na podstawie pracy pt. Ochrona praw autorskich i praw pokrewnych w polskim procesie karnym, której promotorem był Stanisław Stachowiak. Stopień doktora habilitowanego nauk prawnych został jej nadany w 2010 na podstawie oceny dorobku naukowego i rozprawy Internacjonalizacja współczesnego procesu karnego w Polsce. Pracuje na stanowisku profesora nadzwyczajnego w Katedrze Postępowania Karnego na Wydziale Prawa i Administracji UAM.
W 1994 roku odbyła staż naukowy na Facultè de Droit et de Science Politique Uniwersytetu w Rennes I. W strukturach UAM sprawowała funkcję Rzecznika Dyscyplinarnego ds. Studentów oraz przewodniczącej Wydziałowego Zespołu do spraw Oceny Jakości Kształcenia. Za działalność naukową i dydaktyczną była wielokrotnie wyróżniana nagrodami dziekana WPiA UAM (2010, 2015) oraz rektora UAM (2008, 2010, 2011−2016).
W 2014 Krajowa Rada Sądownictwa jednogłośnie podjęła uchwałę w przedmiocie przedstawienia Prezydentowi Rzeczypospolitej Polskiej wniosku o powołanie jej do pełnienia urzędu na stanowisku sędziego Sądu Rejonowego w Gnieźnie. Od stycznia 2021 r. członek Komisji Dyscyplinarnej ds. nauczycieli akademickich przy Radzie Głównej Nauki i Szkolnictwa Wyższego na kadencję 2021-2024

## Wybrane publikacje
- Ochrona praw autorskich i praw pokrewnych w polskim procesie karnym, wyd. 2002, ISBN 83-7285-084-4
- Kazusy - dynamika postępowania karnego, wyd. 2003, ISBN 83-87148-44-X
- Ochrona zabytków w Polsce. Zbiór podstawowych aktów prawnych z krótkim komentarzem, wyd. 2006, ISBN 83-89430-08-8
- Skargowy model procesu karnego (red.), wyd. 2008, ISBN 978-83-7601-070-0
- Internacjonalizacja współczesnego procesu karnego w Polsce, wyd. 2009, ISBN 978-83-7601-870-6
- Dynamika procesu karnego. Podręcznik do konwersatoriów (red. nauk. wraz z H. Paluszkiewicz), wyd. 2013, ISBN 978-83-264-4077-9
- Prawo karne wykonawcze. Zagadnienia procesowe (wraz z W. Sychem), wyd. 2014, ISBN 978-83-264-3405-1
- ponadto glosy do orzeczeń sądów, rozdziały w pracach zbiorowych i artykuły publikowane w czasopismach prawniczych, m.in. w "Ruchu Prawniczym, Ekonomicznym i Socjologicznym" oraz "Prokuraturze i Prawie"[1][6][7]